# Kataklysm
Kataklysm is een Canadese deathmetalband, opgericht in Montreal in 1991.

## Huidige bandleden
- Maurizio Iacono – zang
- Jean-François Dagenais – gitaar
- Stephane Barbe – basgitaar
- Max Duhamel – drums

## Discografie
- 1992 – The Death Gate Cycle of Reincarnation (Demo, Socan)
- 1993 – The Mystical Gate of Reincarnation (EP, Nuclear Blast)
- 1994 – Vision the Chaos (EP, Boundless Records)
- 1995 – Sorcery (Nuclear Blast)
- 1996 – Temple of Knowledge (Nuclear Blast)
- 1998 – Northern Hyperblast Live (Live-Album, Hypnotic)
- 1998 – Victims of This Fallen World (Hypnotic)
- 2000 – The Prophecy (Stigmata Of The Immaculate) (Nuclear Blast)
- 2001 – Epic: The Poetry of War (Nuclear Blast)
- 2002 – Shadows and Dust (Nuclear Blast)
- 2004 – Serenity in Fire (Nuclear Blast)
- 2006 – In The Arms Of Devastation (Nuclear Blast)
- 2007 – Live in Deutschland - The Devastation Begins (Live-Album, Nuclear Blast)
- 2008 – Prevail
- 2010 – Heaven's Venom
- 2013 - Waiting for the end to Come
- 2015 - Of Ghosts and Gods
- 2018 - Meditations
- 2020 - Unconquered
- 2023 - Goliath